# すずらん釧路町太陽光発電所
すずらん釧路町太陽光発電所（すずらんくしろちょうたいようこうはつでんしょ）は、北海道釧路郡釧路町にある太陽光発電所。

## 概要
東急不動産、三菱HCキャピタル、日本グリーン電力開発が事業出資者となり、三菱UFJ銀行をアレンジャーとするシンジケートローンによって資金を調達して建設した。蓄電容量約25,320 kWh（約25 MWh）の大容量リチウムイオン電池を備えており、蓄電池を併設した太陽光発電所としては出力規模が日本国内最大級の発電所となっている。
総出力は約92 MW、年間の総発電量は一般家庭約21,300世帯分の電力を発電しており、北海道電力に売電している。

## 設備
ソーラーパネルはジンコソーラー製、パワーコンディショナーは富士電機製を使用している。